# Magnesia (departement)
Magnesia (Grieks: Μαγνησία; Nederlands: Magnesië) was een departement (nomos) in de Griekse regio Thessalië. De hoofdstad is Volos. Het departement heeft 206.995 inwoners (2001).

## Geografie
Magnesia grenst aan het departement Larissa in het westen en noordwesten en aan Fthiotis in het zuidwesten. Voor de rest wordt Magnesia omgeven door de Egeïsche Zee, met de Golf van Volos in het hart van het departement. Naast het vasteland horen ook de noordelijke eilanden van de Noordelijke Sporaden tot Magnisia, waaronder het eiland Skopelos.

## Plaatsen[2]
Door de bestuurlijke herindeling (Programma Kallikratis) werden de departementen afgeschaft vanaf 2011. Het departement Magnesia werd een regionale eenheid (periferiaki enotita). Er werden eveneens gemeentelijke herindelingen doorgevoerd, in de tabel hieronder gemeente genoemd.
| Plaats        | Hoofdplaats (vroeger) | Postcode  | Gemeente       | Hoofdplaats van de gemeente |
| ------------- | --------------------- | --------- | -------------- | --------------------------- |
| Afetes        | Neochori              | 370 10    | Notio Pilio    | Argalasti                   |
| Agria         |                       | 373 00    | Volos          | Volos                       |
| Aisonia       | Dimini                | 385 00    | Volos          | Volos                       |
| Almyros       |                       | 371 00    | Almyros        | Almyros                     |
| Anavra        |                       | 350 10    | Almyros        | Almyros                     |
| Argalasti     |                       | 370 06    | Notio Pilio    | Argalasti                   |
| Artemida      | Ano Lechonia          | 385 00    | Volos          | Volos                       |
| Feres         | Velestino             | 375 00    | Rigas Feraios  | Velestino                   |
| Iolkos        |                       | 385 00    | Volos          | Volos                       |
| Karla         | Stefanovikeio         | 375 00    | Rigas Feraios  | Velestino                   |
| Keramidi      |                       | 385 00    | Rigas Feraios  | Velestino                   |
| Makrinitsa    |                       | 370 11    | Volos          | Volos                       |
| Milies        |                       | 370 10    | Notio Pilio    | Argalasti                   |
| Mouresi       | Tsagkarada            | 370 12    | Zagora-Mouresi | Zagora                      |
| Nea Anchialos |                       | 374 00    | Volos          | Volos                       |
| Nea Ionia     |                       | 383 & 384 | Volos          | Volos                       |
| Portaria      |                       | 370 11    | Volos          | Volos                       |
| Pteleos       |                       | 370 07    | Almyros        | Almyros                     |
| Sipiada       | Lafkos                | 370 06    | Notio Pilio    | Argalasti                   |
| Sourpi        |                       | 370 08    | Almyros        | Almyros                     |
| Trikeri       |                       | 370 09    | Notio Pilio    | Argalasti                   |
| Volos         |                       | 380-382   | Volos          | Volos                       |
| Zagora        |                       | 370 01    | Zagora-Mouresi | Zagora                      |